# Déménagement (film)
Pour plus de détails, voir Fiche technique et Distribution.
Déménagement (お引越し, Ohikkoshi) est un film japonais réalisé par Shinji Sōmai, sorti en 1993.
Le film a été présenté au Festival de Cannes 1993 dans le cadre de la sélection Un certain regard.
En octobre 2023, le film sort en salle pour la première fois en France via l'intermédiaire de Survivance. La restauration remporte le prix du meilleur film restauré à la 80e édition de la Mostra de Venise.

## Synopsis
Renko, onze ans, rêve d'une famille unie et heureuse mais voit avec douleur ses parents se séparer. La petite fille se révolte d'abord intérieurement puis finit, traumatisée, par commettre des actes insensés prouvant combien son psychisme est perturbé. D'une surprenante maturité, elle refuse cependant d'accepter la situation et son attitude devient de plus en plus extrême et dangereuse pour elle-même et son entourage.

## Fiche technique
- Titre original : お引越し (Ohikkoshi?)
- Titre français : Déménagement
- Réalisation : Shinji Sōmai
- Scénario : Satoshi Okonogi, Satoko Okudera et Hiko Tanaka
- Musique : Shigeaki Saegusa
- Photographie : Toyomichi Kurita
- Montage : Yoshiyuki Okuhara
- Pays de production :  Japon
- Langue originale : japonais
- Format : couleur - 35 mm - son mono
- Genre : drame
- Durée : 124 minutes[3]
- Dates de sortie : 
  - Japon : 20 mars 1993[3]
  - France : mai 1993 (Festival de Cannes)[1] ; 25 octobre 2023 (sortie nationale)[4]
  - Canada : 10 septembre 1993  (Festival international du film de Toronto)

## Distribution
- Tomoko Tabata : Renko Urushiba, dite "Ren"
- Kiichi Nakai : Kenichi Urushiba, le père de Ren
- Junko Sakurada : Nazuna Urushiba, la mère de Ren
- Mariko Sudo : Wakako Takano
- Tarō Tanaka : Yukio Nunobiki
- Ippei Shigeyama : Minoru Oki
- Nagiko Tōno : Risa Tachibana
- Tsurube Shōfukutei : le professeur principal de Ren

## Production et tournage
Le tournage du film a lieu durant l'été 1992. Pour trouver le rôle principal, Shinji Somai aurait fait passer un casting à 7000 jeunes filles, dont Tomoko Tabata, qui sera finalement choisie au terme d'un casting très rapide, elle a 12 ans et il s'agit alors de son premier rôle d'actrice. Le tournage dure 1 mois et demi et, selon la volonté du réalisateur, toute l'équipe technique et artistique est présente. Tomoko Tabata raconte une expérience difficile, répétant parfois plus de 20 fois une même séquence sans indications, avant d'obtenir l'approbation du réalisateur sans plus de précisions. Elle parle également d'une équipe tendue mais auprès de laquelle elle a trouvé du soutien.

## Réception
Au Japon, le film rencontre un bon succès. Tomoko Tabata remporte le prix du meilleur espoir et l'actrice Junko Sakurada celui de meilleur second rôle féminin aux Prix Hōshi du cinéma. Il remporte également le prix de meilleur film selon les lecteurs de Kinema Jumpo. Le film est également populaire au sein des circuits de distributions indépendants au Japon.
À l'occasion de la présentation du film au festival de Cannes en 1993, le critique Yoichi Umemoto estime dans les Cahiers du cinéma que ce film marque le renouveau du cinéma japonais aux côtés de Sonatine présenté la même année. Il écrit « le cinéma japonais retrouve foi en son avenir grâce a deux films : Déménagement de Shinji Somai et Sonatine de Takeshi Kitano. » Le premier serait l'un des derniers cinéastes issus du système des studios à réaliser des films dignes d'intérêt.
Le film suscite pourtant des réactions mitigées de la part d'autres critiques francophones, notamment au Monde qui estime que l'absence du film au sein de la sélection officielle est un gage de sa moindre importance, et à Positif où le film est jugé trop sociologique et modeste, notamment comparé à Typhoon Club. Le Monde estimera cependant par la suite en 2001 que Shinji Somai appartient à une nouvelle génération prometteuse de cinéastes japonais.

## Restauration et sortie française
En 2023, le film est restauré sous la supervision du chef opérateur Toyomichi Kurita,, la restauration est présentée à la 80ème édition de la Mostra de Venise où elle y remporte le prix du meilleur film restauré.
Le film sort pour la première fois en salle le 25 octobre 2023 et rencontre un succès critique plus important. Mathieu Macheret estime au Monde que la sortie du film est « inespérée » et qu'elle contribue à la connaissance plus profonde d'un cinéaste injustement méconnu, pour lui « le film met une énergie folle et un véritable déluge de formes à raconter un événement intime ». Pour Pierre Eugène aux Cahiers du cinéma, la filmographie de Shinji Somai est « immense » et cette sortie un « événement ». Pour Libération et Luc Chessel il s'agit de la « révélation tardive d’un chef-d’œuvre ».